# Niederösch
Niederösch es una comuna suiza del cantón de Berna, situada en el distrito administrativo del Emmental. Limita al norte con la comuna de Koppigen, al noreste con Alchenstorf, al sureste con Rumendingen, al sur con Oberösch, y al oeste con Utzenstorf.
Hasta el 31 de diciembre de 2009 situada en el distrito de Burgdorf.

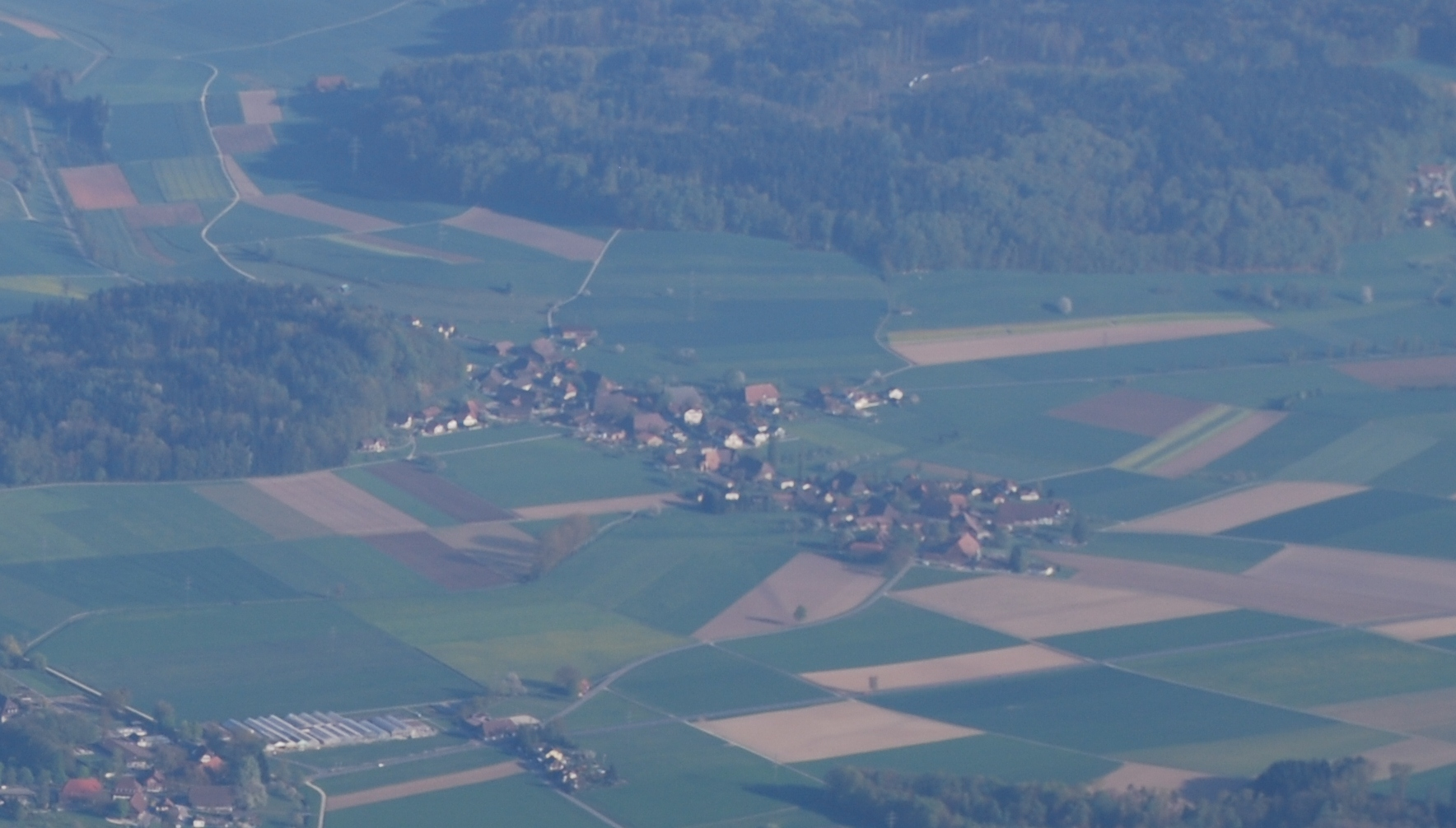
Niederösch